# الكنيسة الروسية الأرثوذكسية (الرباط)

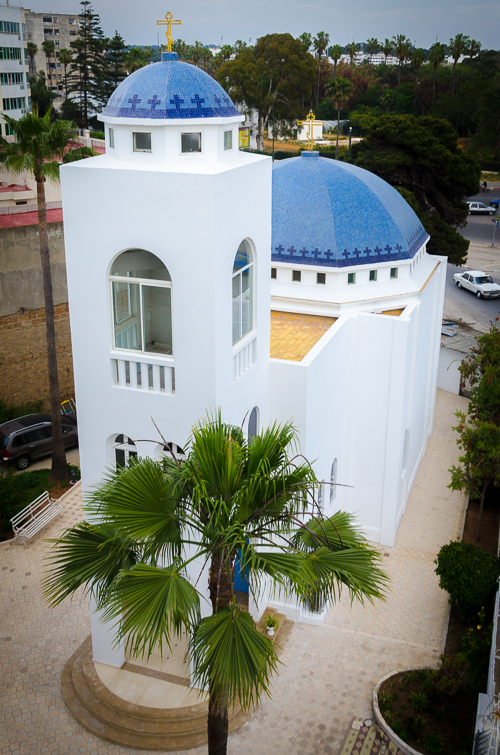
الكنيسة الروسيَّة الأرثوذكسيَّة في مدينة الرباط.

كنيسة القيامة المقدسة (بالروسيَّة: Церковь Воскресения Христова) هي كنيسة روسية أرثوذكسية تقع في مدينة الرباط، وهي أقدم الكنائس الأرثوذكسية الثلاثة العاملة في المغرب. وتقع الكنيسة من ضمن اختصاص الكنيسة الروسية الأرثوذكسية.

## تاريخ
تم وضع حجر الأساس للكنيسة في 6 يوليو في عام 1931. وكرس المعبد في 13 نوفمبر في عام 1932 على شرف قيامة يسوع. وقد رسمت أيقونات الكنيسة تمامًا من قبل رسامين من موسكو في عام 2011.

## مواقع خارجية
- Official web-site
- Official Telegram Channel باللغة الروسية
- Official Page at Facebook باللغة الروسية